# Оленья (приток Волги)
Оленья — река в России, протекает по Дубовскому району Волгоградской области. Правый приток Волги.

## География
Оленья начинается в балке на плато на правом берегу Волги. Течёт на юго-восток. На реке находятся населённые пункты Прямая Балка (на правом берегу) и Оленье (в устье). Оленья ранее впадала в Волгу, в настоящее время впадает в Волгоградское водохранилище в 649 км от устья Волги. Длина реки составляет 14 км.

## Данные водного реестра
По данным государственного водного реестра России относится к Нижневолжскому бассейновому округу, водохозяйственный участок реки — Волга от Саратовского гидроузла до Волгоградского гидроузла, без рек Большой Иргиз, Большой Караман, Терешка, Еруслан, Торгун. Речной бассейн реки — Волга от верхнего Куйбышевского водохранилища до впадения в Каспий.
Код объекта в государственном водном реестре — 11010002212112100011401.